# Gentleman’s Magazine
Gentleman’s Magazine – czasopismo wydawane w Wielkiej Brytanii od roku 1731 aż do 1907 roku. Założył go dziennikarz Edward Cave. Czasami zwano go też The monthly Intelligencer. Zamieszczano w nim przedruki z innych gazet, a także teksty dotyczące sztuki, religii, poezji. Po jakimś czasie dodano doń Historical Register, spis wszystkich najważniejszych wydarzeń roku. 
„Gentleman’s Magazine” można było nabyć w księgarni pod koniec miesiąca. Szlachta prowincjonalna często zamawiała regularne dostawy tego miesięcznika z Londynu na prowincję. Samo słowo Magazine pochodziło stąd, że pismo było „magazynem = arsenałem” informacji własnych i z innych gazet.
Wcześniej (1692–1694) wydawano „The Gentleman’s Journal”, którego redaktorem był Peter Motteux, lecz miał on bardzo mały nakład. „Gentleman’s Magazine” był pierwszym wysokonakładowym pismem tego typu.
Cave pisywał w magazynie jako Sylvanus Urban. 
W latach czterdziestych XVIII wieku do pisma pisywał Samuel Johnson (był to początek jego kariery pisarskiej i pierwsze zatrudnienie), który zamieszczał w nich teksty z obrad parlamentu: Debates of the Senate of Magna Lilliputia, w których zmieniał nazwy posłów i krajów, tak jednak by nadal były zrozumiałe i rozpoznawalne. Na przykład polityk William Pulteney był wspominany jako William Pulnub.
Na okładce wydań zawsze widniała Brama Św. Jana (St. John’s Gate), jedna z bram Londynu, przy której sprzedawano „Gentleman’s Magazine”.
W styczniu 1731 roku egzemplarz czasopisma kosztował 6 pensów.